# Boreophthalmi
Infra-ordre
Les Boreophthalmi sont un infra-ordre d'opilions cyphophthalmes.

## Liste des familles
Selon World Catalogue of Opiliones (08/04/2021) :
- Sironidae Leach, 1816
- Stylocellidae Hansen & Sørensen, 1904

## Publication originale
- Giribet, Sharma, Benavides, Boyer, Clouse, de Bivort, Dimitrov, Kawauchi, Murienne & Schwendinger, 2012  : « Evolutionary and biogeographical history of an ancient and global group of arachnids (Arachnida: Opiliones: Cyphophthalmi) with a new taxonomic arrangement. » Biological Journal of the Linnean Society, vol. 105, no 1, p. 92–130.